# Český katolický překlad
Český katolický překlad Bible, často označovaný jako Bognerův, se po liturgické reformě provedené po druhém vatikánském koncilu používá v liturgických knihách římskokatolické církve pro českou a moravskou provincii. Připravil jej kolektiv překladatelů vedený biblistou doc. ThDr. Václavem Bognerem, později byl revidován a doplněn péčí ThLic. Jaroslava Brože SSL, doc. ThDr. Josefa Hřebíka SSL, ThDr. Petra Chalupy SDB, Pavla Jartyma, Mgr. Mlady Mikulicové a Mons. prof. ThDr. Ladislava Tichého.

## Historie
V roce 1973 byla vydána Kniha žalmů (znovu v letech 1995 a 2009) a v letech 1976 až 1986 postupně vycházely některé kratší starozákonní knihy (Kniha Sirachovcova, Kniha Moudrosti, Kniha Job, Kniha Přísloví, Kniha Kazatel, Píseň písní, Malí proroci, Kniha proroka Jeremiáše, Kniha Žalozpěvů, Kniha proroka Barucha, Jeremiášův list, Kniha proroka Ezechiela, Kniha proroka Daniela a Kniha proroka Izaiáše). Nový zákon vyšel poprvé v roce 1989 a poté znovu v letech 1998, 2003, 2006 a 2012.
Až Bognerovými pokračovateli byl na začátku 21. století přeložen Pentateuch, vydaný roku 2006.